# Chris Jordan
Pour les articles homonymes, voir Jordan.
Chris Jordan est un artiste américain, né en 1963 à San Francisco. Artiste engagé, il vit à Seattle, dans l'État de Washington.
Il est surtout connu pour ses grandes œuvres qui cherchent à faire comprendre aux Américains les enjeux du consumérisme occidental et notamment américain, en passant par des représentations des grands nombres, qui ne sont pas compréhensibles par le cerveau humain lorsqu'il sont présentés par les statistiques pures.

## Biographie
Chris Jordan est né de parents artistes. Il a fait une école de droit « pour toutes sortes de mauvaises raisons » et a travaillé dix ans dans le domaine du droit, tout en passant tout son temps libre et son argent pour faire de la photographie. Après ces dix ans, il devient artiste photographe à plein temps.
Beaucoup de ses œuvres sont créées à partir de photographies et d'accumulation, avec une dimension presque fractale, une dimension en cachant une autre, qu'on découvre en détaillant l'œuvre et en s'en approchant. Un thème fréquent est celui des déchets, qui est apparu fortuitement après avoir visité un chantier industriel.

## Œuvres
Mi-2010, l'artiste a monté trois grands projets :
- In Katrina’s Wake: Portraits of Loss from an Unnatural Disaster,
- Intolerable Beauty : portraits de la consommation de masse américaine,
- Running The Numbers : représentations graphiques de statistiques décrivant le consumérisme américain[4].

Il travaille en 2008 à compléter la série Running The Numbers (sous le titre Running The Numbers II) avec des œuvres portant notamment sur les océans de la planète, les enjeux pour l'Afrique et l'extinction d'espèces.